# Cycloptera excellens
Cycloptera excellens är en insektsart som beskrevs av Vignon 1926. Cycloptera excellens ingår i släktet Cycloptera och familjen vårtbitare. Inga underarter finns listade i Catalogue of Life.